# Avance (økonomi)
 For alternative betydninger, se Avance. (Se også artikler, som begynder med Avance)
Avance er betegnelsen for hvor meget man tjener på en vare eller ydelse. Avancen kan beskrives i procent og kr og øre. Avance er et synonym "fortjeneste". 
Hvis en butik indkøber en vare til 10 kr. og sælger den for 30 kroner er avancen således 20 kr.